# Rozières-sur-Crise
Rozières-sur-Crise é uma comuna francesa na região administrativa de Altos da França, no departamento de Aisne. Estende-se por uma área de 7,32 km². Em 2010 a comuna tinha 229 habitantes (densidade: 31,3 hab./km²).